# Mark van Leur
Mark van Leur es un deportista neerlandés que compitió en ciclismo en la modalidad de BMX. Ganó una medalla de bronce en el Campeonato Europeo de Ciclismo BMX de 1996.

## Palmarés internacional
| Campeonato Europeo | Campeonato Europeo | Campeonato Europeo | Campeonato Europeo |
| Año                | Lugar              | Medalla            | Competición        |
| ------------------ | ------------------ | ------------------ | ------------------ |
| 1996               | Ginebra (Suiza)    | Medalla de bronce  | Carrera            |